# 克羅語
克羅語（Koro）是一種只有約有800人懂得的語言，2008年由美國語言學家大卫·哈里森等人確定為獨立語支，並由國家地理雜誌出版發表。這種語言在印度東北部喜馬拉雅山阿魯納恰爾邦（中国主张的藏南地区）的山區發現，與藏語和緬甸語同屬一個語系。在800名會說克羅語的人當中，大部分都是長者，只有極少數年輕人懂得說，而且專家估計這種語言大可能很快會消失。

## 外部連結
- Science Daily: New Language Identified in Remote Corner of India （页面存档备份，存于）
- Enduring Voices Project
- Living Tongues Institute for Endangered Languages（页面存档备份，存于）
- "'Hidden' Language Found in Remote Indian Tribe"（页面存档备份，存于）